# Sigurd Rosted
Sigurd Rosted (ur. 22 lipca 1994 w Oslo) – norweski piłkarz grający na pozycji obrońcy.

## Kariera klubowa
Karierę rozpoczął w klubie Kjelsås Fotball, grając w latach 2012–2014 w pierwszej drużynie tego klubu. W styczniu 2015 podpisał trzyletni kontrakt z Sarpsborg 08 FF. Zadebiutował w tym klubie 27 września 2015 w meczu z Odds BK. W czerwcu 2016 przedłużył umowę o rok. W styczniu 2018 podpisał trzyipółletni kontrakt z KAA Gent. W 2019 roku został piłkarzem Brøndby IF.
Od 2015 gra także w futsalowym klubie Bækkelaget.
| Sezon   | Klub            | Kraj     | Rozgrywki     | Mecze | Gole |
| ------- | --------------- | -------- | ------------- | ----- | ---- |
| 2012    | Kjelsås Fotball | Norwegia | 2.divisjon    | 21    | 2    |
| 2013    | Kjelsås Fotball | Norwegia | 2.divisjon    | 26    | 2    |
| 2014    | Kjelsås Fotball | Norwegia | 2.divisjon    | 24    | 5    |
| 2015    | Sarpsborg 08    | Norwegia | Tippeligaen   | 1     | 0    |
| 2016    | Sarpsborg 08    | Norwegia | Tippeligaen   | 23    | 3    |
| 2017    | Sarpsborg 08    | Norwegia | Eliteserien   | 27    | 4    |
| 2017/18 | KAA Gent        | Belgia   | Eerste klasse | 8     | 0    |
| 2018/19 | KAA Gent        | Belgia   | Eerste klasse | 29    | 5    |
| 2019/20 | Brøndby IF      | Dania    | Superligaen   | 25    | 1    |
| 2020/21 | Brøndby IF      | Dania    | Superligaen   | 4     | 2    |

 Stan na 29 września 2020 r. 

## Kariera reprezentacyjna
Młodzieżowy reprezentant Norwegii w kadrze U-21. W dorosłej reprezentacji zadebiutował 26 marca 2018 w wygranym 1:0 meczu z Albanią, w którym strzelił gola.